# Adäquanz
Adäquanz (von lateinisch adäquat – angemessen, entsprechend) ist ein Begriff aus der Rechtswissenschaft. Die Frage nach der Adäquanz dient als Eingrenzungskriterium für Fragen der Kausalität und Zurechnung. Nach der so genannten Adäquanztheorie muss der Schädiger nicht für solche Ereignisse einstehen, die nach der normalen Lebensanschauung eines objektiven, informierten Dritten völlig außerhalb der Erfahrung und Erwartung liegen.

## Beispiel
Ein Lehrbuchbeispiel ist die Verursachung eines tödlichen Hirnschlags durch eine unbedeutende Ehrverletzung.
Zunächst würde sich die Frage stellen, ob das schädigende Ereignis (Beleidigung) den „Erfolg“ (tödlicher Hirnschlag) jedenfalls mitverursacht hat (Kausalität nach der Äquivalenztheorie). Wenn diese Frage zu bejahen ist, stellt sich die Frage nach der Adäquanz. Hierbei wird untersucht, ob der tödliche Hirnschlag bei einer geringfügigen Beleidigung als Folge in irgendeiner Weise vorhersehbar gewesen wäre. Diese Frage wird von den Juristen verneint. Die Adäquanz ist somit ein Korrektiv zu der als zu weit empfundenen Äquivalenztheorie.

## Entwicklung
Carl Ludwig von Bar und Johannes von Kries gelten als Begründer der Adäquanztheorie.
Die Adäquanztheorie wird seit geraumer Zeit immer noch als zu weit empfunden. Die Unwahrscheinlichkeit des Erfolgseintrittes alleine ist kein taugliches Merkmal, um eine Haftung auszuschließen. Daher wird die Adäquanztheorie im Einzelfall nochmals eingeschränkt durch den „Schutzzweck der Norm“. Hierbei fragt man, ob es denn gerade Sinn und Zweck der Norm war, vor derartigen Schäden zu schützen.

## Adäquanz im Strafrecht
Demnach seien nur solche Kausalverläufe in der Deliktsprüfung zu berücksichtigen, die ex ante (also zum Zeitpunkt der Tathandlung) entsprechend (optimalem) Erfahrungswissen zu erwarten wären.
Als Kausalitätstheorie wird die ex-ante-Sicht bei Vorsatzdelikten im deutschen Strafrecht abgelehnt. Es wird stattdessen auf einen Kausalitätsnachweis aus ex-post-Sicht (also zum Zeitpunkt des Taterfolges) abgestellt.

Dies verhindert eine schwierige, wenn nicht unmögliche, Kausalitätsfeststellung, wollte man sämtliche möglichen Kausalverläufe zum Handlungszeitpunkt zwischen Tathandlung und Taterfolg rekonstruieren. (Tatsächlich wären somit aus ex-ante-Sicht sämtliche Tatbestandsverwirklichungen unter Hinzunahme des Grundsatzes in dubio pro reo ausgeschlossen.)

Eine Berücksichtigung des Nichtwissens des Täters über bestimmte erst nachträglich erkennbare Tatumstände wird bei der Vorsatzprüfung vorgenommen (vgl. § 16 StGB).
Nur bei Fahrlässigkeitsdelikten wird weiterhin auf die ex-ante-Sicht abgestellt, da gerade festgestellt werden muss, ob der Kausalverlauf zum Handlungszeitpunkt vom möglichen Täter vorhersehbar und vermeidbar gewesen wäre. 

Die Adäquanz ist dann als Frage der objektiven Zurechnung der Tathandlung zum Taterfolg zu prüfen.

### Soziale Adäquanz
Ein weiterer Gesichtspunkt ist die Lehre von der sozialen Adäquanz, die von Hans Welzel zunächst als Rechtfertigungsgrund entwickelt wurde. Wie das erlaubte Risiko schließt sozial adäquates Verhalten nach herrschender Meinung bereits den Tatbestand aus.

## Adäquanz im Deliktsrecht
In der Gefährdungshaftung (z. B. § 833 Satz 1 BGB – Haftung des Tierhalters; § 7 StVG – Haftung des Kfz-Halters) spielt die Adäquanz keine Rolle: Bei der reinen Gefährdungshaftung kommt es nach h. M. auf die Adäquanz nicht an, weil sie aufgrund der Anknüpfung an die Vorhersehbarkeit auf das Verschulden zugeschnitten ist. Entscheidend ist für die Zurechnung, ob es sich bei dem Verletzungserfolg um eine spezifische Auswirkung derjenigen Gefahren handelt, hinsichtlich derer der Rechtsverkehr nach Sinn und Zweck der Haftungsvorschrift schadlos gehalten werden soll (Schutzzweck der Norm).

## Belege
1. ↑  Beispiel nach Palandt/Heinrichs Kommentar zum BGB Vorbemerkungen vor § 249 Rn. 68 mit weiteren Beispielen
2. ↑  Bar, Carl Ludwig von. In: Deutsche Biographie. Abgerufen am 17. Dezember 2015.
3. ↑  Äquivalenz, Adäquanz und der Schutzzweck der Norm: Ein abschreckendes Beispiel (Memento vom 25. Oktober 2008 im Internet Archive), abgerufen am 15. April 2010; LG Nürnberg NJW 1999, 3721